# Bäckafallasjön
Bäckafallasjön är en sjö i Nässjö kommun i Småland och ingår i Emåns huvudavrinningsområde. Sjön är 1 meter djup, har en yta på 0,317 kvadratkilometer och är belägen 307 meter över havet. Sjön avvattnas av vattendraget Bodanäsån.

## Delavrinningsområde
Bäckafallasjön ingår i det delavrinningsområde (638805-143203) som SMHI kallar för Utloppet av Spexhultasjön. Avrinningsområdets medelhöjd är 309 meter över havet och ytan är 14,62 kvadratkilometer. Det finns inga delavrinningsområden uppströms utan avrinningsområdet är högsta punkten. Bodanäsån som avvattnar avrinningsområdet har biflödesordning 2, vilket innebär att vattnet flödar genom totalt 2 vattendrag innan det når havet efter 230 kilometer. Delavrinningsområdet består mestadels av skog (39 procent), öppen mark (14 procent), jordbruk (11 procent) och sankmarker (11 procent). Avrinningsområdet har 3,28 kvadratkilometer vattenytor vilket ger det en sjöprocent på 22,4 procent.